# ظل في السحاب (فلم 2020)
ظل في السحاب (بالإنجليزية: Shadow in the Cloud) فيلم رعب، وأكشن، وحرب أمريكي لعام 2020، من إخراج روزان ليانغ، وسيناريو ليانغ وماكس لانديس. نجوم الفيلم كلو جريس موريتز، وتايلور جون سميث. عرض الفيلم لأول مرة في 12 سبتمبر 2020، في مهرجان تورونتو السينمائي الدولي 2020، حيث فاز بجائزة اختيار الجمهور. صدر الفيلم في دور العرض بالولايات المتحدة في أول يناير 2021.

## طاقم التمثيل
كلوي جريس موريتز: في دور مود جاريت (ضابط طيران)
تايلور جون سميث: في دور والتر كويد (رقيب)
بيولا كوالي: في دور أنطون ويليامز (ملازم طيار بالقوات الجوية الملكية النيوزيلندية)
نيك روبنسون: في دور ستو بيكيل (جندي مدفعي الذيل)
كالان مولفي: في دور جون ريفز (كابتن طيار القاذفة)
بنديكت وول: في دور تومي دورن (جندي)
جو ويتكوفسكي: في دور برادلي فينش (ملازم ملاح)
بايرون كول: في دور تيرينس تاغارت (رقيب مشغل الراديو)

## ملخص أحداث الفيلم
تنضم الكابتن مود غاريت (كلوي جريس موريتز) في خضم الحرب العالمية الثانية، إلى طاقم الطائرة القاذفة (17- بي)، المكون من رجال فقط، ومعهم شحنة سرية للغاية. يتفاجأ طاقم الطيران بوجود امرأة في هذه الرحلة العسكرية، ويسمح لها كابتن الطائرة جون ريفز (كالان مولفي) بالبقاء على متن الطائرة لكنه يأمرها بالجلوس في قمرة الطائرة أثناء الإقلاع. تسلم مود الشحنة إلى عضو الطاقم الودود الوحيد، والتر كويد (تايلور جون سميث)، وتستقر في القمرة، وتستمع إلى أفراد الطاقم الآخرين وهم يدلون بتعليقات جنسية عنها عبر الراديو. ويقوم الطاقم باختبار كل حركة تقوم بها مود. تتفوق مود عليهم بذكاءها، وسرعة ردود أفعالها. تتوالى الأحداث الغريبة، وتظهر مهمتها الحقيقية، كما يظهر أيضاً ان الطاقم لديه الكثير من رهبة المهمة. يمزق قلب الطائرة شيئاً شريراً، وتصبح مود محاصرة بين كمين جوي وشرير كامن في الداخل، ويتعين عليها أن تتجاوز حدودها لإنقاذ الطاقم البائس وحماية شحنتها الغامضة.

## إصدار الفيلم واستقباله
عرض الفيلم لأول مرة عالميًا في مهرجان تورونتو السينمائي الدولي في 12 سبتمبر 2020، وبعد فترة وجيزة صدر إلى دور العرض في الولايات المتحدة في 1 يناير 2021، على الرغم من أن الإصدار كان محدودًا بسبب جائحة كوفيد 19.
كتب نيك ألين على موقع روجر إيبرت: «كان الفيلم مزيجًا صادقًا ولكن سخيفًا... معارك الحرب العالمية الثانية، والفوضى العارمة، والنسوية في العمل»، ومنحه 2.5 من أصل 4 نجوم.
منح موقع الطماطم الفاسدة الفيلم تقييم مقداره 78% بناء على آراء 112 ناقد سينمائي، ونص إجماع نقاد الموقع على ما يلي: «لم يتمكن الفيلم من خلط أجزاء الحرب، مع أجزاء التعليقات الاجتماعية، ولكنه في النهاية مازال ممتعًا».
منح موقع ميتاكريتيك الفيلم تقييم مقداره 66% بناء على آراء 19 ناقد فني".

## وصلات خارجية
- ظل في السحاب في IMDB

https://www.rottentomatoes.com/m/shadow_in_the_cloud ظل في السحاب (فلم 2020)
https://www.rogerebert.com/reviews/shadow-in-the-cloud-movie-review-2020 ظل في السحاب (فلم 2020)